# Voivodia da Volínia
A voivodia da Volínia (polonês: Województwo wołyńskie, latim: Palatinatus Volhynensis) foi uma unidade de divisão administrativa do período entre-guerras na Polônia (1921-1939), bem como da República das Duas Nações (século XIV-1795). Deixou de existir em setembro de 1939, depois da invasão da Polônia pelos alemães e soviéticos.

## Voivodia da Volínia (1921-1939)

### População
Sua capital foi Łuck, Volínia (atualmente: Lutsk na Ucrânia). Consistia de 11 powiats (condados), 22 cidades e 103 aldeias. Em 1921 era habitada por 1 437 569 pessoas e a densidade populacional era de 47,5 pessoas por km². Cerca de 68% da população era ucraniana, 17% polonesa e 10% de judeus (principalmente nas cidades).  Havia também camponeses alemães (2.3%) e tchecos (1.5%), que chegaram no século XIX. Em 1939, a população aumentou para 2 085 600 e a densidade para 58,4 pessoas por km².
A religião praticada na área era essencialmente cristã ortodoxa oriental. Havia também católicos romanos e católicos de rito oriental, bem como adeptos do Judaísmo e poucos tártaros de crença islâmica.

### Localização e área
Inicialmente, a área da voivodia era de 30 274 km² (até 1930). Neste ano, o condado de Sarny, da voivodia da Podláquia foi anexado à voivodia da Volínia. A área do condado de Sarny era de 5 455 km² e devido a essa mudança, a região aumentou para 35 729 km² (tornando-a a segunda maior do país). Localiza-se na parte sudeste da Polônia, na fronteira com a União Soviética a Leste, a voivodia de Lublin a Oeste, a voivodia da Podláquia ao Norte, as voivodias de Lwów e de Tarnopol ao Sul. A superfície de seu território e em grande parte plano com pequenas áreas de colinas. Ao norte, havia uma faixa plana chamada de Podláquia voliana, que se estendia por cerca de 200 quilômetros a partir do rio Bug Ocidental até a fronteira com a União Soviética. O sul possuía mais colinas, principalmente no extremo sudeste, próximo da cidade histórica de Krzemieniec, que está localizada nas montanhas Gologory. Os principais rios eram: o Styr, o Horyn e o Slucz.

### Cidades e condados
Sua capital era Łuck, com a população de cerca de 35 600 habitantes (em 1931). Outros centros importantes da voivodia eram: Rowne (em 1931 pop. 42 000 hab.), Kowel (pop. 29 100 hab.), Wlodzimierz Wolynski (pop. 26 000 hab.), Krzemieniec (pop. 22 000 hab.), Dubno (pop. 15 3000 hab., Ostrog (pop. 13 400 hab.) e Zdolbunow (pop. 10 200 hab.).
Condados:
- Condado de Dubno (área 3 275 km², pop. 226 700 hab.)
- Condado de Horochów (área 1757 km², pop. 122 100 hab.)
- Condado de Kostopol (área 3496 km², pop. 159 600 hab.)
- Condado de Kowel (área 5682 km², pop. 255 100 hab.)
- Condado de Krzemieniec (área 2790 km², pop. 243 000 hab.)
- Condado de Luboml (área 2 054 km², pop. 85 500 hab.)
- Condado de Łuck (área 4 767 km², pop. 290 800 hab.)
- Condado de Równe (área 2898 km², pop. 252 800 hab.)
- Condado de Sarny (área 5 478 km², pop. 181 300 hab.)
- Condado de Włodzimierz Wołyński (área 2 208 km², pop. 150 400 hab.)
- Condado de Zdołbunów (área 1 349 km², pop. 118 300 hab.)

### Ferrovias e indústrias
A voivodia da Volínia estava localizada na então chamada Polônia “B”, significando que era subdesenvolvida, sem a existência de indústrias e que poderia ser até considerada como fazendo parte da Polônia “C”. Um grande número de sua população, principalmente de ucranianos, era pobre, com alto índice de analfabetismo (em 1931 mais de 47.8% da população era analfabeta, com uma média nacional de 23.1%).
A situação era melhor entre a população formada por alemães e tchecos, cujas fazendas eram altamente produtivas. A malha ferroviária era escassa, com muito poucas junções- as mais importantes ficavam em Kowel, em Zdolbunow, Rowne e Wlodzimierz. O comprimento total das ferrovias dentro dos limites da voivodia era de 1 211 quilômetros. As florestas constituíam 23.7% de sua área (em 1937).

### Setembro de 1939 e suas conseqüências
Em 17 de setembro de 1939, após a invasão alemã da Polônia e o Pacto Molotov-Ribbentrop, as forças soviéticas invadiram o leste da Polônia. Como o Exército da Polônia estava mais concentrado na parte oeste do país, em luta contra os alemães, os soviéticos encontraram pouca resistência e suas tropas avançaram rapidamente em direção ao oeste, ocupando facilmente a área da voivodia. Nos anos de 1942-1944 a Volínia foi palco de diversos massacres. A limpeza étnica ficou a cargo das unidades ucranianas, que queriam por fim a todos os poloneses. Como conseqüência, dez mil poloneses foram mortos e agora a Volínia era quase que exclusivamente constituída por ucranianos.
Mais tarde, a voivodia foi incorporada à República Socialista Soviética da Ucrânia. Atualmente a maior parte da região faz parte das óblasts de Rivne e Volyn na Ucrânia.

## Voivodia da Volínia (século XIV-1795)
A voivodia da Volínia (polonês: Województwo wołyńskie, latim: Palatinatus Volhynensis) foi uma unidade da divisão administrativa e governo local no Grão-Ducado da Lituânia do século XIV até 1569 e no Reino da Polônia (a Coroa) desde 1569 até as partições da Polônia em 1795. Fez parte da província da Pequena Polônia e pertenceu a suas regiões rutenas (ou ucranianas).
Sede do governo da voivodia (wojewoda):
- Łuck

Conselho regional para todas as terras da Rutênia (sejmik generalny):
- Sądowa Wisznia

Sede do Conselho regional (sejmik poselski i deputacki):
- Łuck

Divisão administrativa:
- Condado de Łuck (powiat łucki),  Łuck
- Condado de Włodzimierz Wołyński (powiat włodzimirski),  Włodzimierz Wołyński
- Condado de Krzemieniec (powiat krzemieniecki),  Krzemieniec

Voivodas:
- Janusz Ostrogski (desde 1558)
- Aleksander Ostrogski (desde 1593)
- Adam Aleksander Sanguszko (1630-1653)
- Mikołaj Hieronim Sieniawski (desde 1679)
- Franciszek Salezy Potocki (apenas em 1755)
- Józef Kanty Ossoliński (1757-1775)

## Referência
- Maly rocznik statystyczny 1939, Nakladem Glownego Urzedu Statystycznego, Warszawa 1939 (Anuário estatístico da Polônia, Varsóvia 1939).